# Eilema pavescens
Eilema pavescens là một loài bướm đêm thuộc phân họ Arctiinae, họ Erebidae.